# Amblyeleotris gymnocephala
Amblyeleotris gymnocephala là một loài cá biển thuộc chi Amblyeleotris trong họ Cá bống trắng. Loài cá này được mô tả lần đầu tiên vào năm 1853.

## Từ nguyên
Từ định danh gymnocephala được ghép bởi hai âm tiết trong tiếng Hy Lạp cổ đại: gumnós (γυμνός; “trần trụi”) và kephalḗ (κεφαλή; “cái đầu”), hàm ý đề cập đến phần đầu không có vảy ở loài cá này.

## Phân bố và môi trường sống
A. gymnocephala có phân bố trải dài trên vùng Đông Ấn - Tây Thái, từ Ấn Độ và Myanmar đến quần đảo Marshall và đảo New Ireland, phía bắc đến Việt Nam và Philippines, về phía nam đến bờ bắc Úc.
A. gymnocephala sống ở vùng biển ngoài khơi và cả ở rừng ngập mặn, được tìm thấy ở độ sâu khoảng 5–35 m.

## Mô tả
Chiều dài cơ thể lớn nhất được ghi nhận ở A. gymnocephala là 14 cm. Đầu và thân màu trắng xám, có 5 sọc nâu, lốm đốm các vệt nâu ngắn hơn ở khoảng trắng giữa các sọc. Sau mắt có sọc ngắn màu nâu sẫm kéo dài đến rìa trên của nắp mang. Vây hậu môn có các dải đỏ và xanh lam óng.
Số gai vây lưng: 7; Số tia vây lưng: 17–19; Số gai vây hậu môn: 1; Số tia vây hậu môn: 18–20; Số gai vây bụng: 1; Số tia vây bụng: 5; Số tia vây ngực: 19–20.

## Sinh thái
A. gymnocephala sống cộng sinh với tôm gõ mõ Alpheus.

## Thương mại
A. gymnocephala là một thành phần trong ngành buôn bán cá cảnh.